# Røykenvikbanen
Røykenvikbanen var en ca. 7 km lang sidebane fra Jaren på Gjøvikbanen til Røykenvik ved Randsfjorden i Norge. Banen blev trafikeret fra 1900 til 1957. Den blev åbnet sammen med den første del af Gjøvikbanen mellem Grefsen og Jaren og fungerede de første par år reelt som den nordligste del af Gjøvikbanen. Efter at de resterende dele af Gjøvikbanen fra Østbanestasjonen i Oslo til Grefsen og fra Jaren til Gjøvik blev åbnet i 1902, blev Røykenvikbanen en sidebane til Gjøvikbanen.

## Historie
Ved vedtagelsen af Røykenvikbanen i Stortinget i marts 1894 var det primært tanken at benytte den til transport af tømmer, men den fik efterhånden også en vis persontrafik. Røykenvik blev desuden trafikeret af dampskibe, der transporterede både varer og passagerer. På et tidligt tidspunkt i banens historie var der desuden overvejelser om at forlænge den til Odnes, hvor Odnes Station blev anlagt på Valdresbanen. Forlængelsen blev imidlertid ikke til noget.
Indtil september 1932 var der elleve daglige afgange med persontog på banen, men så blev persontrafikken reduceret til en enkelt afgang om morgenen fra Røykenvik. Persontrafikken på banen ophørte helt 25. juni 1949. Godstrafikken fortsatte dog frem til november 1957. Ca. 800 meter af strækningen overlevede efter nedlæggelsen som sidespor fra Jaren station til Andfossen, mens resten af banen blev fjernet i 1960.
Ved Brandbu lå banens eneste mellemstation, men den lå meget ucentralt i forhold til byen, og med tiden blev togene udkonkurreret af buslinjerne til Jaren. Fra starten var der desuden et trinbræt ved Andfossen. Omkring 1930 blev der indsat motorvogne på banen, og der åbnedes et uofficielt trinbræt ved Augedalsbakken, ca. 700 meter nord for Brandbu.
Stationsbygningen i Brandbu blev revet ned i 1984, men pakhuset står fortsat i ombygget tilstand. Røykenvik Station blev brandskadet i 1964 og blev revet ned året efter. Til gengæld er remisen og pakhuset bevaret. Remisen blev benyttet som arkiv, inden driften på banen blev indstillet. Senere har det huset et kunstneratelier. I 2015 blev den renoveret og taget i brug som restaurant. Fylkesvei 34 går i dag tværs over stationsområdet.